# Ескімоська кухня

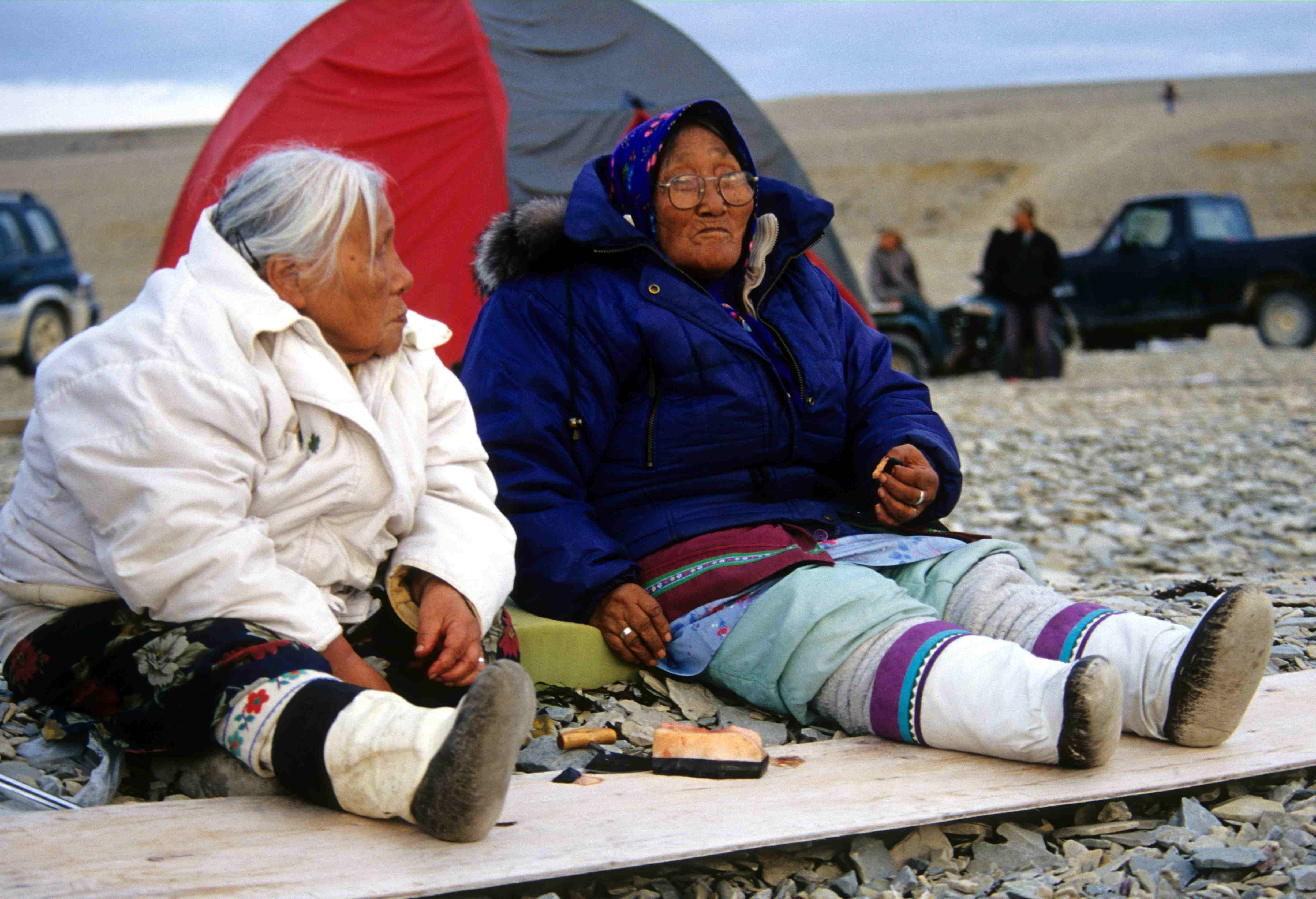
Літні ескімоски, що поїдають мактак.

Кухня ескімосів складається з продуктів, отриманих полюванням і збиральництвом, основу раціону складає м'ясо моржів, нерп, білух, оленів, білих ведмедів, вівцебиків, птахів, а також їх яйця. Через те, що у арктичному кліматі неможливе землеробство, ескімоси збирають бульби, коріння, стебла, водорості, ягоди і або поїдають відразу, або заготовляють про запас. Ескімоси вважають, що дієта, яка складається в основному з м'яса, корисна, робить організм здоровим та сильним і допомагає зберігати тепло.

## Полювання

### Тюлені

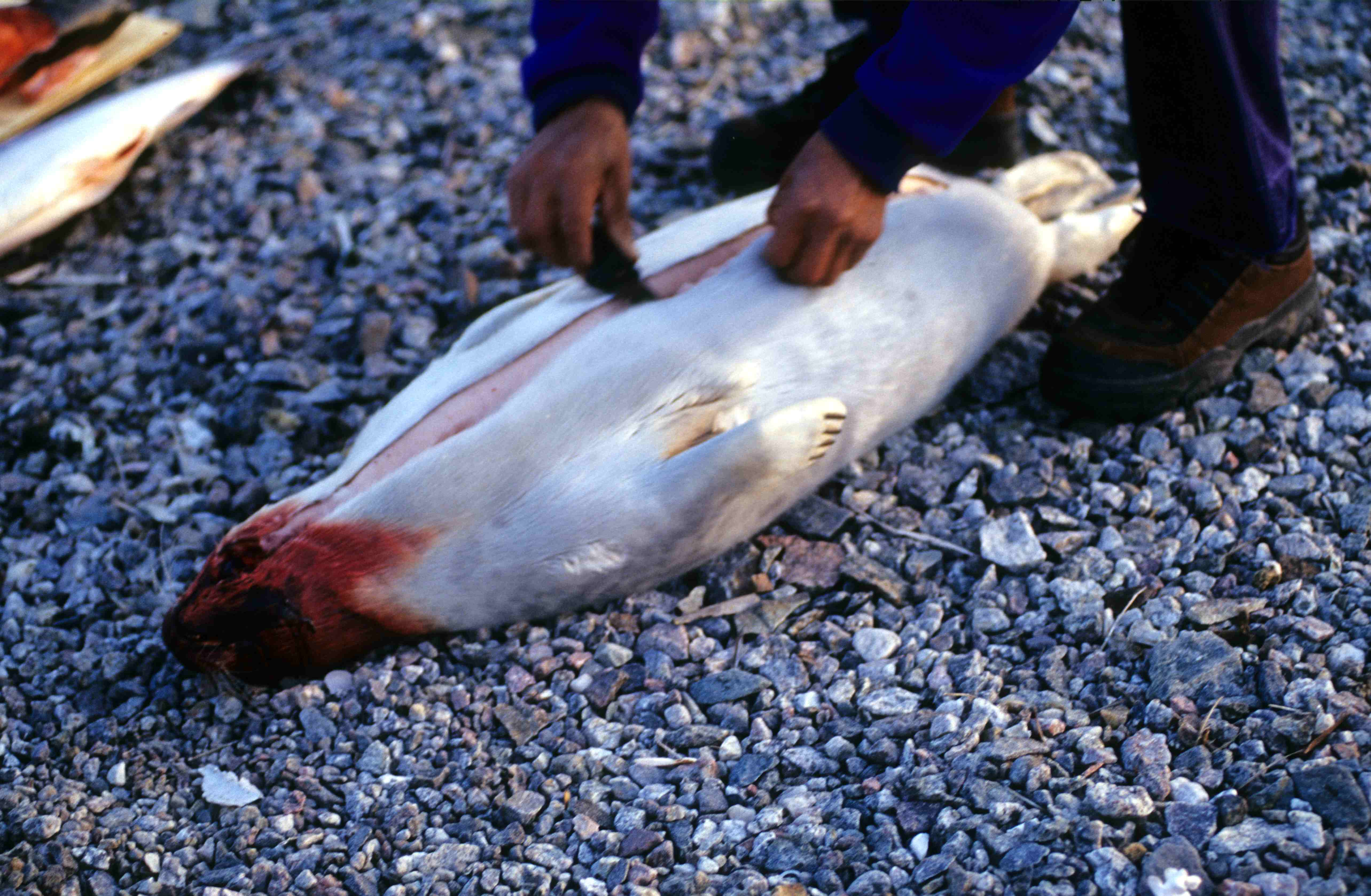
Ескімос, знімає шкуру з кільчастої нерпи

М'ясо тюленів — основний продукт харчування ескімоських мисливців, найважливіша частина раціону. Залежно від сезону ескімоси полюють на різних тюленів: на кільчасту нерпу — весь рік, а на гренландського тюленя — тільки влітку; крім того, промишляють звичайного тюленя та морського зайця.
На тюленів полюють, коли вони підпливають до отворів у льоду подихати. Тюлені кігтями проламують лід, а мисливці ставлять на лунки сигнальні пастки, що повідомляють про те, що тюлень пливе за повітрям, і після спрацьовування пастки б'ють тюленів гарпуном.
Ескімоси вважають, що тюлені завжди страждають від спраги через те, що живуть в солоній воді, і тварині, яка помирає, в знак поваги завжди дають випити прісної води. Крім того, цей ритуал повинен умилостивити духа води Седну.

### Моржі

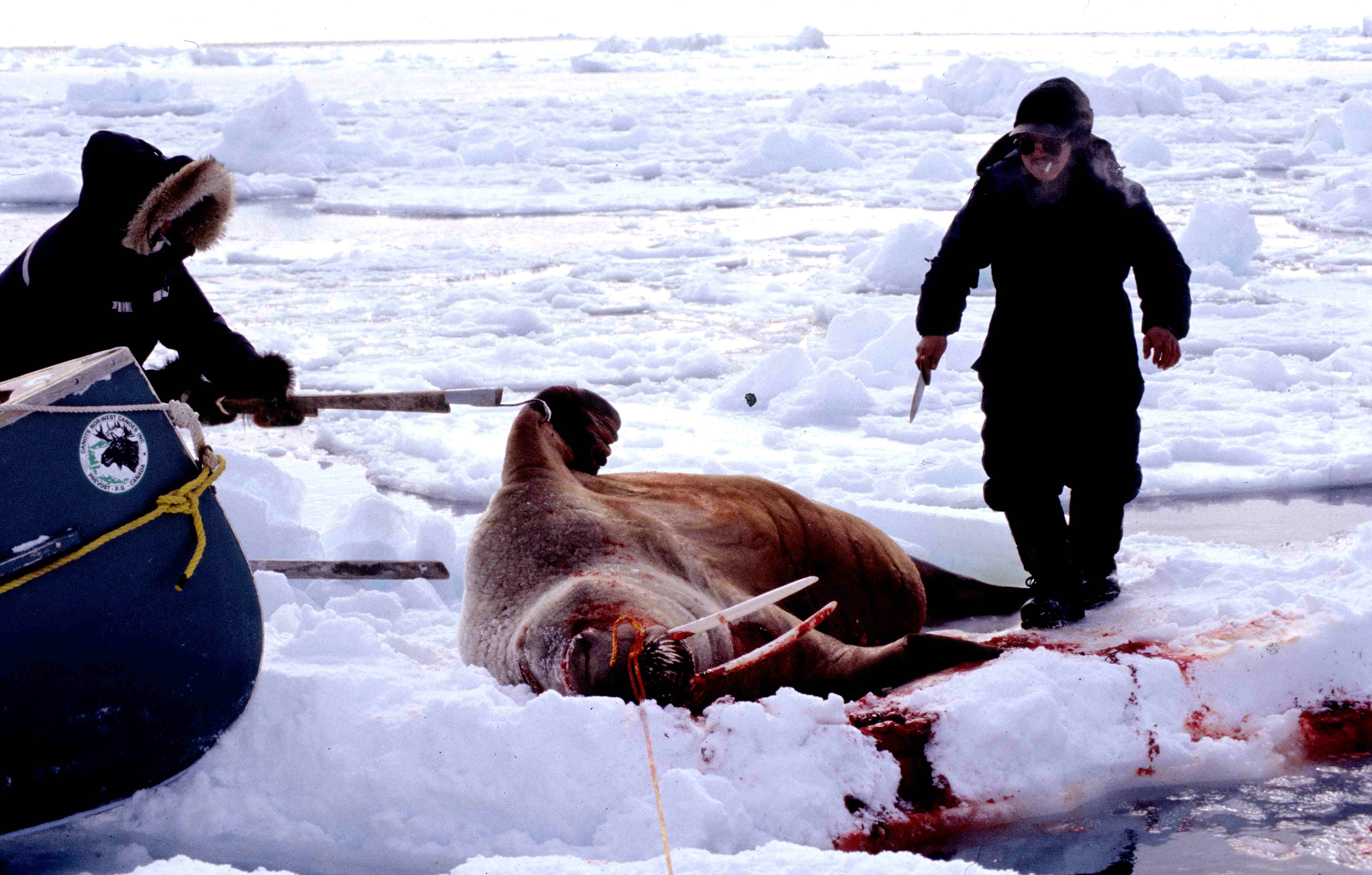
Полювання на моржа.

Полювання на моржів ведеться взимку та навесні, так як влітку моржі набагато небезпечніші. Через те, що моржі — дуже великі і сильні тварини, на них полюють групою.
У книзі «Укалураїт: Усна історія Нунавуту» старий-ескімос говорить про полювання на моржів так: «Коли мисливці помічають моржа, двоє біжать до нього, але коли морж опускає голову у воду, потрібно зупинитися, інакше він вас почує … Вони намагалися опинитися перед моржем і загарпунили його у воді. Ще один мисливець повинен бити другим гарпуном через лунку, щоб морж не зірвався».

### Кити
Гренландський кит — одна з найбільших тварин на Землі, один кит може годувати ескімосів цілий рік. У їжу вживається м'ясо, сало і шкіра. Зазвичай ескімоси полюють на молодняк, так як у молодих китів смачніша шкіра, крім того, на них простіше полювати. На китів полюють гарпуном. Згідно Джону Беннетту і Сьюзен Роулі, раніше ескімоси не переслідували загарпуненного кита, а чекали, поки кит не викинеться на берег, або поки його тушу не принесе плином.

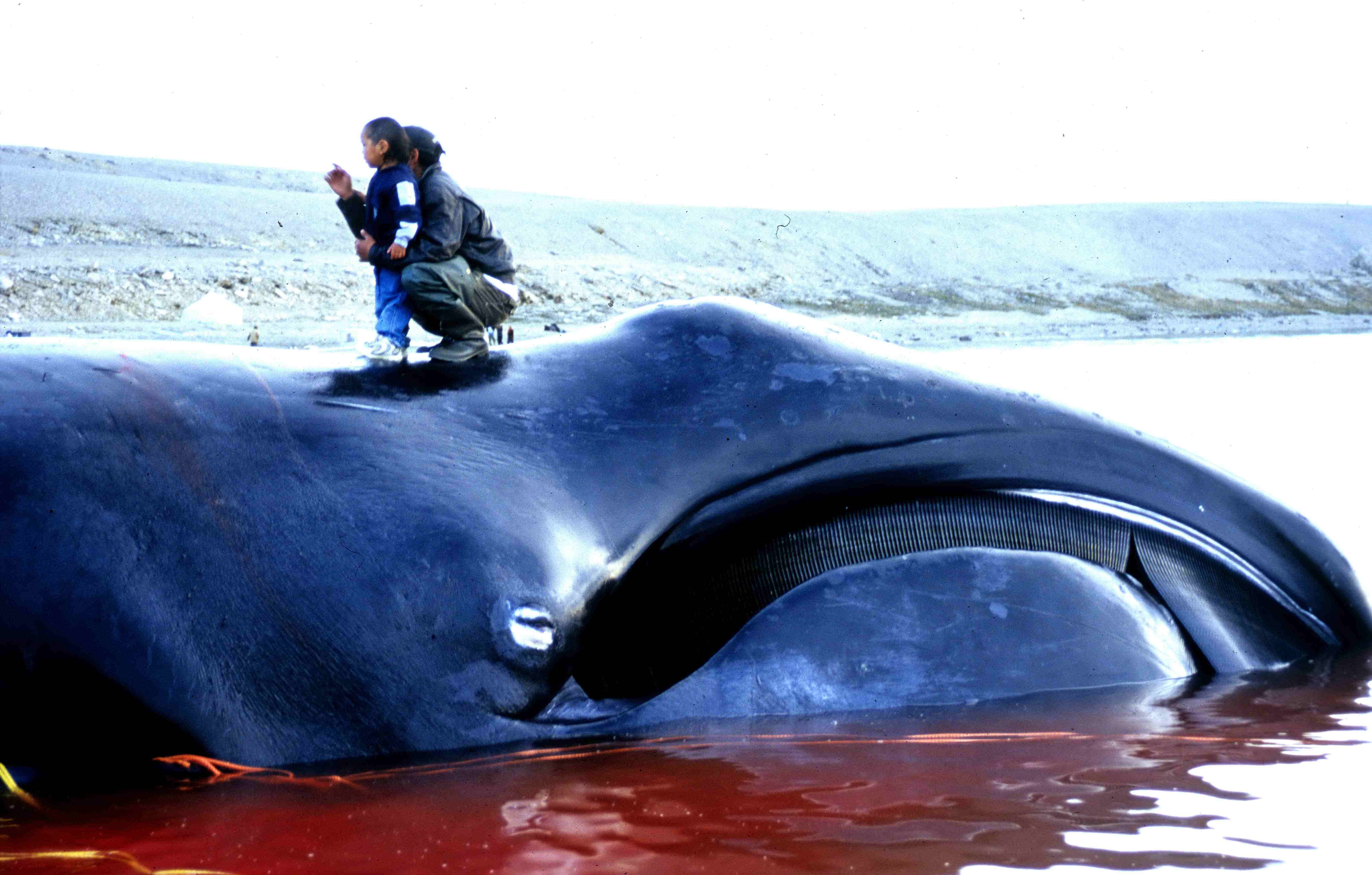
Гренландский кит, спійманий на традиційному полюванні в Іглуліці (Нунавут) в 2002 році

### Олені
Більшу частину року олені пасуться в тундрі невеликими групами, проте двічі на рік великі оленячі стада перетинають землі, віддалені від узбережжя. У цих тварин дуже чуйний слух і гострий нюх, тому ескімоси ставлять тимчасові поселення за багато кілометрів від майбутнього маршруту оленів, і чекають їх наближення, щоб почати полювання.
Полювання може здійснюватися різними методами — оленів заганяють в пастки, змушують зайти у воду, лякають і засліплюють, щоб убити списом.

### Риба
Ескімоси вживають в їжу як солоноводну, так і прісноводну рибу: бабцевих, озерних і арктичних паліїв, арктичну тріску. Рибак вирізає в льоді квадратну ополонку і рибалить з приманкою і гарпуном. Замість вудки використовується фальшива риба на нитки. Рибак опускає наживку у воду і, коли риба підпливає, гарпунить її, не даючи захопити приманку.

### Зменшення кількості мисливців
Зменшення кількості полюючого населення пов'язано з високою вартістю устаткування, а також тим, що молоді ескімоси частіше харчуються їжею «білих людей» (Qallunaat).

## Поживна цінність

Оленина після полювання. Гренландія. (Потрібно додати оленину до полювання)

Оскільки арктичний клімат малопридатний для сільського господарства, в традиційній ескімоській дієті мало вуглеводів, але багато тваринних жирів та білків. Білки розкладаються печінкою в процесі глюконеогенезу і використовуються як джерело енергії. Медичне дослідження ескімосів виявило, що у них збільшені печінки, ймовірно, для сприяння цьому процесу. Крім того, у них підвищене сечовиділення (надлишок сечі утворюється при глюкогенезі).
До 35-40 % відсотків калорій в ескімоської дієті виходять з білків, а 50-75 % — з жирів. Високий вміст жиру запобігає отруєнню білком. Так як більшість одержуваних жирів — мононенасичені і багаті омега-3, в минулому вважалося, що така дієта в цілому не так небезпечна, як звичайна західна, багата жирами. Насправді виявилося, що ескімоси схильні до серцево-судинних захворювань такою ж мірою, що й інші групи населення, а смертність від інсультів у ескімосів у два рази вище, ніж у середньому по Північній Америці. Виявлені в льоді останки доісторичних ескімосів також показали наявність у них атеросклерозу. Традиційна їжа ескімосів настільки небезпечна для здоров'я, що перехід до стандартного для США харчування привів до зниження рівня смертності.
Вітаміни, які зазвичай отримують з рослин, в ескімоській дієті також присутні: ескімоси отримують вітаміни A і D з печінки риб і тварин, вітамін C — з печінки оленів, водоростей, китової шкіри і тюленячого мозку — вітамін зберігається в них, так як інуїти не піддають м'ясо впливу вогню.

## Ставлення до традиційної дієти

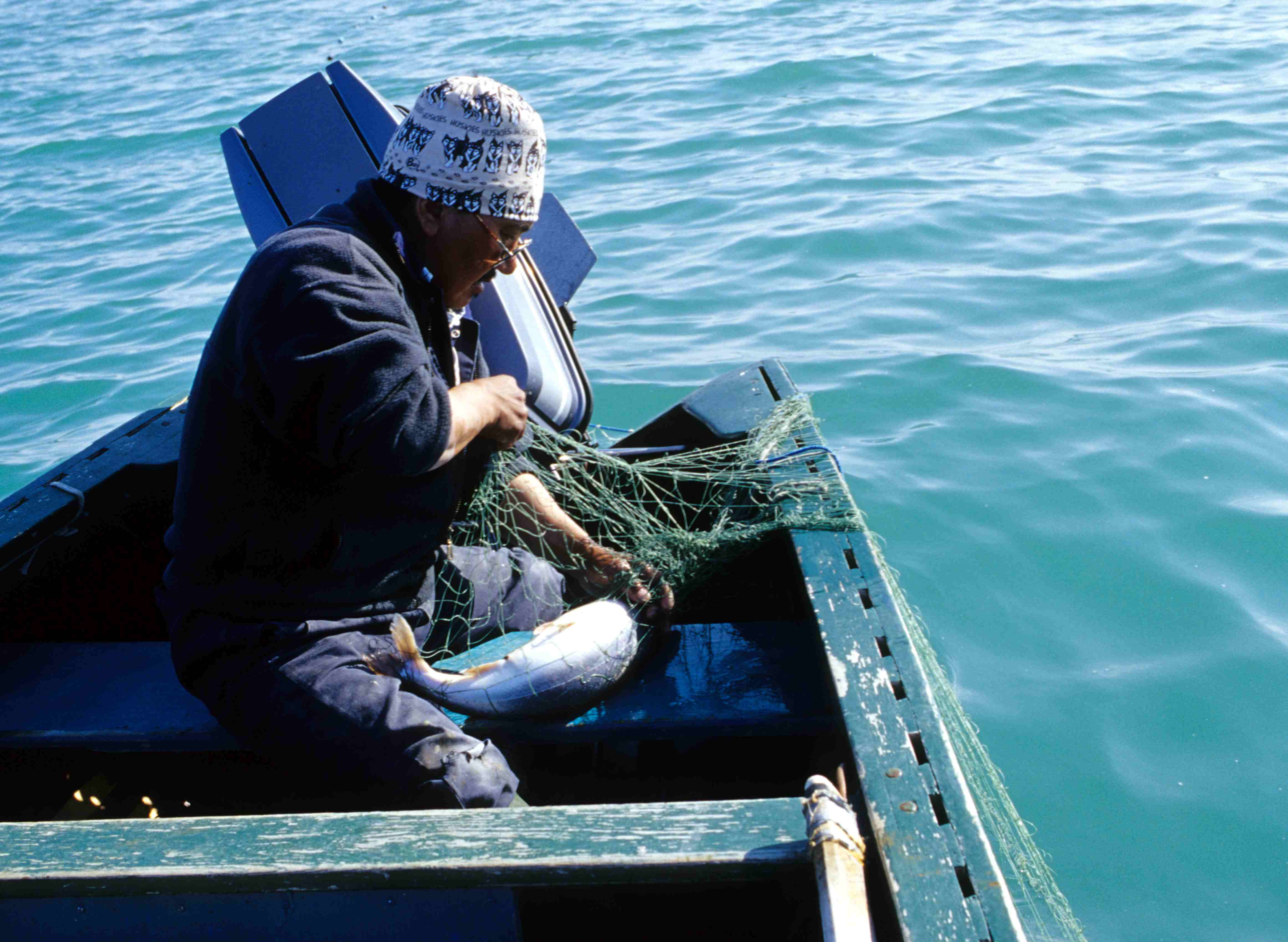
Полювання на арктичну тріску

Ескімоси вважають, що їх кухня набагато корисніша, ніж кухня «білої людини» («Qallunaat»).
Одним із прикладів є вживання тюленячої крові. Дослідник культури народів Крайньої Півночі Едмунд Серлз, коли брав інтерв'ю у похилого ескімоса, почув, що інуїтських їжа підсилює потік крові, що є ознакою здоров'я. Після вживання крові і м'яса тюленів вени збільшуються в розмірах і темніють. Борре стверджує, що ескімоси вірять в те, що кров тюленів підсилює кров людей завдяки заміщенню виснажених поживних речовин і оновленню кровотоку; кров — обов'язковий елемент дієти ескімосів.
Крім того, ескімоси вірять в те, що м'ясна дієта утеплює, якщо постійно харчуватися по-ескімоські. Один ескімос, Олеетоа (Oleetoa), що харчувався сумішшю ескімоської та західної їжі, говорив, що коли він порівняв свою силу, тепло і енергію з аналогічними показниками свого двоюрідного брата, який їв виключно ескімоську їжу, то виявилося, що брат сильніший і витриваліший. Ескімоси в цілому схильні звинувачувати в своїх хворобах нестачу ескімоської їжі.

## Традиції, пов'язані з їжею

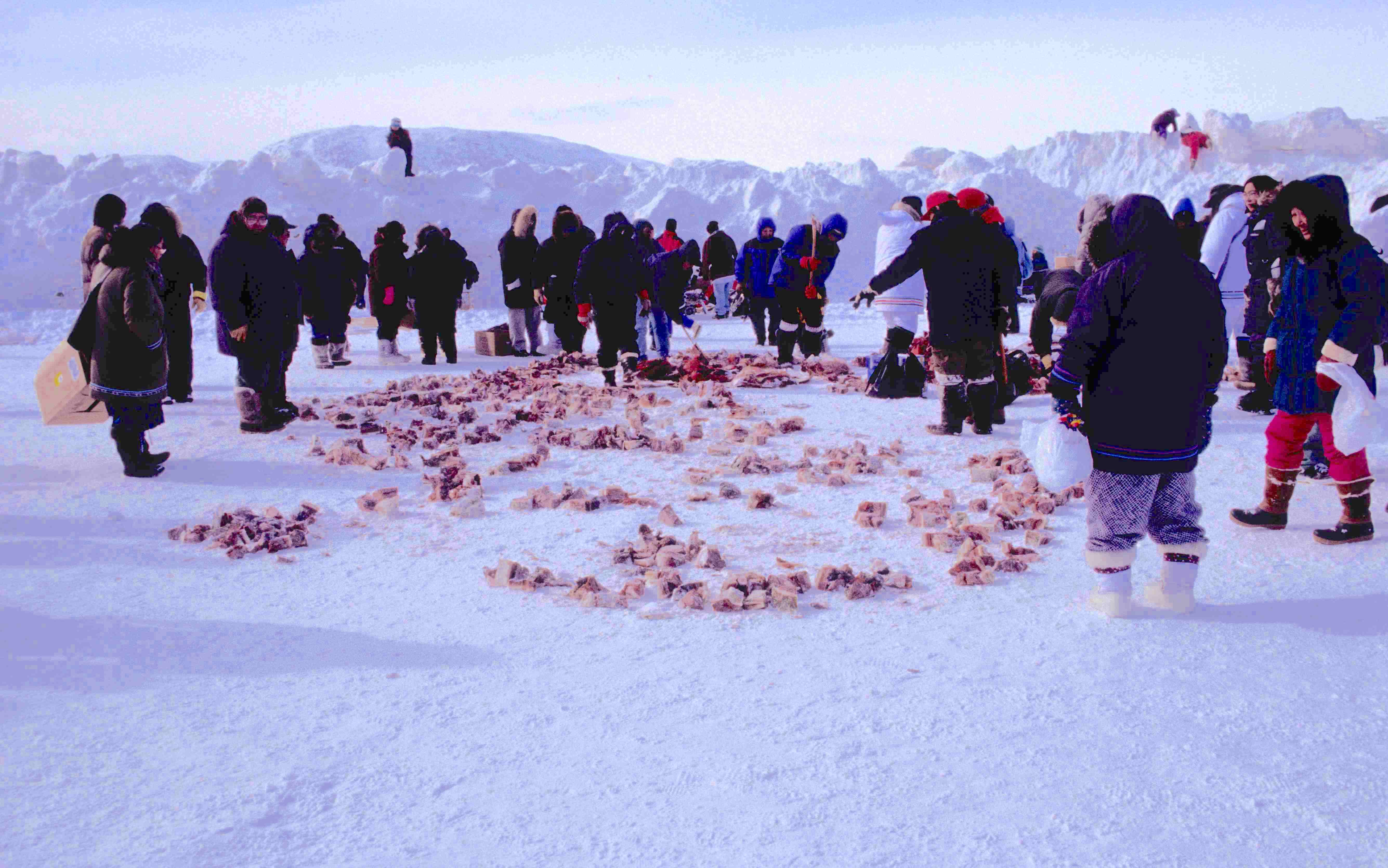
Розподіл моржового копальхема між ескімосами.

Серлз пише про те, що ескімоси їдять їжу, в основному, сирою, замороженою або вареною; інгредієнти майже не змішуються, спецій майже не додають. Хоча в день їдять лише двічі, але протягом усього дня багаторазово перекушують. Традиції, пов'язані з їжею, дуже ретельно виконуються, непосвяченому вони можуть здатися дивними.
Ескімоси вибирають продукти харчування, аналізуючи три зв'язки: між тваринами і людьми, між тілом, душею і здоров'ям, між кров'ю тварин і людей; а також в злагоді з обраним режимом харчування. Ескімоси дуже забобонні щодо їжі та її приготування і поїдання. Вони вважають, що здорове людське тіло виходить при змішуванні людської крові з кров'ю тварини.
Наприклад, ескімоси вважають, що уклали з тюленями угоду: мисливець убиває тюленя тільки заради прохарчування своєї сім'ї, а тюлень жертвує собою заради того, щоб стати частиною тіла мисливця, а якщо люди перестануть слідувати давнім угодами і заповітам предків, то тварини будуть ображені і припинять розмножуватися.
Звичайний спосіб збереження м'яса після полювання — заморозка. Мисливці поїдають частину видобутку прямо на місці. Особлива традиція пов'язана з рибою: рибу не можна готувати в межах дня шляху від місця лову.
Ескімоси відомі тим, що кожен мисливець ділиться всієї здобиччю з усіма в поселенні. Вперше ця практика була документована в 1910.
Поїданню м'яса, жиру або інших частин тварини передує викладання великих шматків на шматок металу, пластику або картону на підлозі, звідки будь-який в родині може взяти собі порцію. Так як ескімоси їдять, тільки коли голодні, члени сім'ї не повинні йти «до столу», хоча буває, що поїсти запрошують усіх у поселенні: жінка виходить на вулицю і кричить: «Готове м'ясо!» (Ujuk!).
Їжа після полювання відрізняється від звичайного прийому їжі: коли тюленя приносять в будинок, мисливці збираються навколо нього і першими отримують порції як самі голодні і остиглі після полювання. Тюленя обробляють особливим чином, розпорюючи живіт, щоб мисливці могли відрізати шматочок від печінки або налити в кухоль крові. Крім того, жир і мозок змішуються і з'їдаються з м'ясом.
Діти і жінки їдять після мисливців. В першу чергу для поїдання вибирають кишечник і залишки печінки, а потім ребра, хребет і залишки м'яса розподіляють по поселенню.
Поділ їжі був необхідним для виживання всього поселення, молоді пари віддають частину улову і видобутого м'яса літнім, найчастіше своїм батькам. Вважається, що, поївши разом, люди стають пов'язані узами співробітництва. Через те, що їжа є суспільною власністю, Серлз потрапив у незручну ситуацію, коли в гостях у мисливця попросив чашку соку, це образило мисливця.

## Страви ескімоської кухні

### Акутак

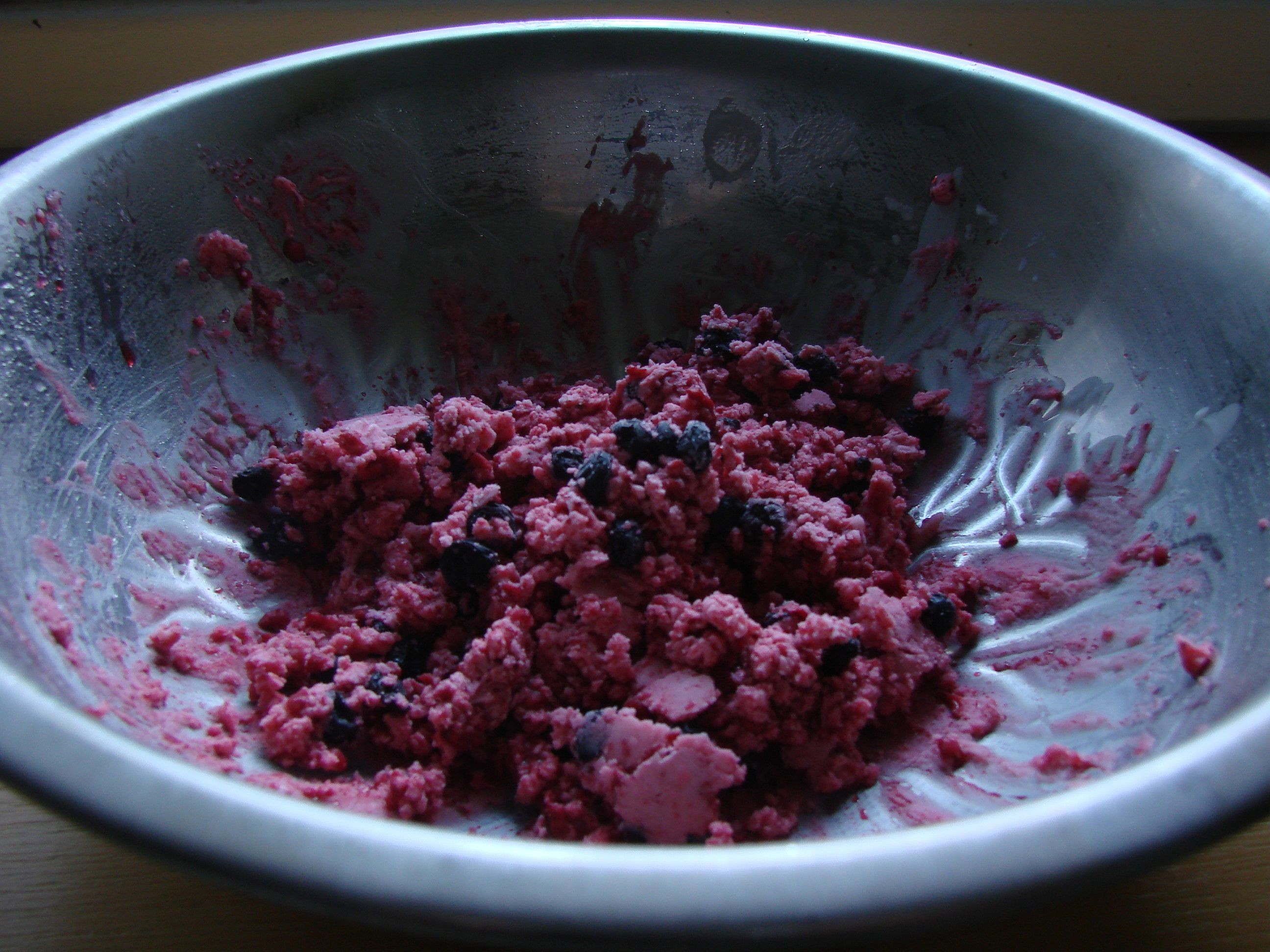
Акутак, зроблений з малини і лохини.

Акутак (інуп. ᐊᑯᑕᖅ), «ескімоське морозиво», — страва ескімоської кухні, збитий жир з ягодами і (необов'язково) рибою і цукром. Слово «акутак» по — юпікськи означає «[щось] змішане».
Безліч варіантів акутаку містить ягоди, м'ясо, листя, коріння, змішані з маслом або жиром. З ягід зазвичай беруть морошку, малину чудову, журавлину, водянку, з м'яса — лосося та оленину. Жир — оленяче сало, моржеве сало, тюленячий жир. Іноді в акутак додають воду або цукор.

### Анллек
Анллек (anlleq) — делікатес ескімосів Юкон-Кускоквімської дельти. Пухівку і солодушку альпійську, які запасають щурові, збирають з мишачих нір і вживають в їжу сирими, вареними або в акутаці. В знак поваги замість насіння трав потрібно покласти миші що-небудь смачне.

### Аюк
Аюк (ayuq) — ескімоський чай з багна. П'ється гарячим. Вважається, що аюк володіє лікувальним ефектом.

### Ківіак
Ківіак (kiviak) — святкова страва: в шкуру тюленя поміщають близько 400 алькових, випускають з шкури повітря, запечатують її салом і поміщають в землю під прес (камінь) на 3-18 місяців. Ферментовану птицю дістають, знімають пір'я (іноді з шкірою) і вживають м'ясо в їжу.

### Ігунак
Ігунак — моржова туша (може належати також іншим морським ссавцям або оленя), залишена в болоті або землі для ферментування і часткового розкладання. Як і ківіак, через вміст трупної отрути смертельно небезпечна для людей, в чиїх культурах подібні страви відсутні.

### Мактак
Мактак — виморожена китова шкіра з салом. Вживається в сирому, замороженому або в'яленому виді, служить одним із джерел вітамінів.